# Tōru Irie
Tōru Irie (入江 徹 Irie Tōru?, nacido el 8 de julio de 1977 en Shizuoka) es un exfutbolista japonés. Jugaba de defensa y su último club fue el Gamba Osaka de Japón.

## Trayectoria

### Clubes
| Club           | País  | Año         |
| -------------- | ----- | ----------- |
| Kashiwa Reysol | Japón | 1996 - 2001 |
| Vissel Kobe    | Japón | 2002        |
| Gamba Osaka    | Japón | 2003 - 2007 |

## Palmarés

### Títulos nacionales
| Título         | Club           | País  | Año  |
| -------------- | -------------- | ----- | ---- |
| Copa J. League | Kashiwa Reysol | Japón | 1999 |
| J1 League      | Gamba Osaka    | Japón | 2005 |
| Copa J. League | Gamba Osaka    | Japón | 2007 |